# تيكفاه ألبير
تيكفاه ألبير (22 يناير 1909 – 2 فبراير 1995) عالمة متخصصة في مجال البيولوجيا الإشعاعية، وكان قد تدربت لتصبح فيزيائية. من بين العديد من مبادراتها واكتشافاتها الأخرى، كانت من بين أول من وجد أدلة تشير إلى أن العامل الممرض في قعاص الغنم لا يحتوي على حمض نووي، الأمر الذي كان مفيدًا في فهم تطور نظرية البريون. كانت مديرة وحدة الطب الإشعاعي التجريبية التابعة لمركز البحوث الطبية في مستشفى هامرسميث في لندن، المملكة المتحدة في الفترة 1962-1974.
تزوجت من ماكس ستيرن لكنها حافظت على اسمها كاملًا ولم تتبنى اسم عائلته.

## بداية حياتها ومسيرتها
ولدت تيكفاه ألبير في جنوب إفريقيا، وكانت الأصغر بين أربع بنات في عائلة من اللاجئين اليهود من روسيا. وُصفت خلال ارتيادها لمدرسة ديربان الثانوية للبنات بأنها «الفتاة الأكثر تميزًا فكريًا على الإطلاق في تاريخ المدرسة» وسجلت للجامعة قبل سنة بامتياز. حصلت على درجة الفيزياء بامتياز من جامعة كيب تاون عام 1929، ثم درست في برلين مع عالمة الفيزيائية النووية ليز مايتنر في 1930-1932، ونشرت ورقة بحثية حازت على جائزة حول أشعة دلتا أنتجتها جسيمات ألفا في عام 1933. في عام 1932، عادت إلى جنوب إفريقيا لتتزوج عالم الجراثيم الشهير ماكس ستيرن، مخترع تطعيم الجمرة الخبيثة. أنشأت تيكفاه وزوجها ماكس مختبرًا منزليًا حيث عملا معًا، وذلك بسبب عدم السماح للنساء المتزوجات بالعمل في الجامعة حينها. أنجب الاثنان جوناثان ومايكل في عامي 1935 و 1936. منذ ذلك الحين، جمعت تيكفاه بين الأمومة (إذ عانى ابنها جوناثان من الصمم بشدة) والزواج والعمل، وكان ذلك خلال فترات ما قبل الحرب وما بعدها في إنجلترا، عندما عملت مع عالم البيولوجيا الإشعاعية الرائد دوغلاس ليا. على مدار عشر سنوات من عام 1937، أعادت تكفاه تدريبها ثم عملت أيضًا مدرسة للصم. كان تدريبها الفيزيائي ومهاراتها الفنية واضحةً في بحثها المنشور حول جعل طريقة التعبير عن اللفظ مرئية، لاستخدامها في تدريب الأطفال الصم على الكلام. أصبحت رئيسة قسم الفيزياء الحيوية في مختبر الفيزياء الوطني بجنوب إفريقيا عام 1948.

## مسيرتها اللاحقة
على الرغم من شهرتهما العلمية المتزايدة، أُجبر ماكس ستيرن وتيكفاه ألبير عام 1951 على مغادرة جنوب إفريقيا بسبب معارضتهما الصريحة لنظام الفصل العنصري. وجدت تيكفاه وظيفة بحثية (غير مدفوعة الأجر) في مختبرات وحدة الطب الإشعاعي التجريبية التابعة لمركز البحوث الطبية في مستشفى هامرسميث في لندن، والتي كانت تديرها هال جراي، التي التقت بها في زيارات سابقة. تركز عملها هناك حول آليات تأثيرات الإشعاع على بيولوجيا الخلية. بدأ تحديد تعقيدات تأثيرات الإشعاع على أنواع الخلايا المختلفة، وتفاعلها مع العمليات الفسيولوجية والكيميائية الأخرى في هذا الوقت، واستمرت خلال الخمسينيات والستينيات. شغلت منصب مديرة وحدة البيولوجيا الإشعاعية من عام 1962 حتى تقاعدها عام 1974. نُشر كتابها «علم الأحياء الإشعاعي الخلوي» عام 1979. واصلت تكفاه ألبير نشاطها المهني خلال فترة تقاعدها، وعملت محاضرة لجمعية أبحاث الإشعاع في دالاس بالولايات المتحدة الأمريكية، عندما كان عمرها يناهز 83 عامًا. توفيت في ساريزبري في هامبشاير، إنجلترا عام 1995.